# Gerygone flavolateralis

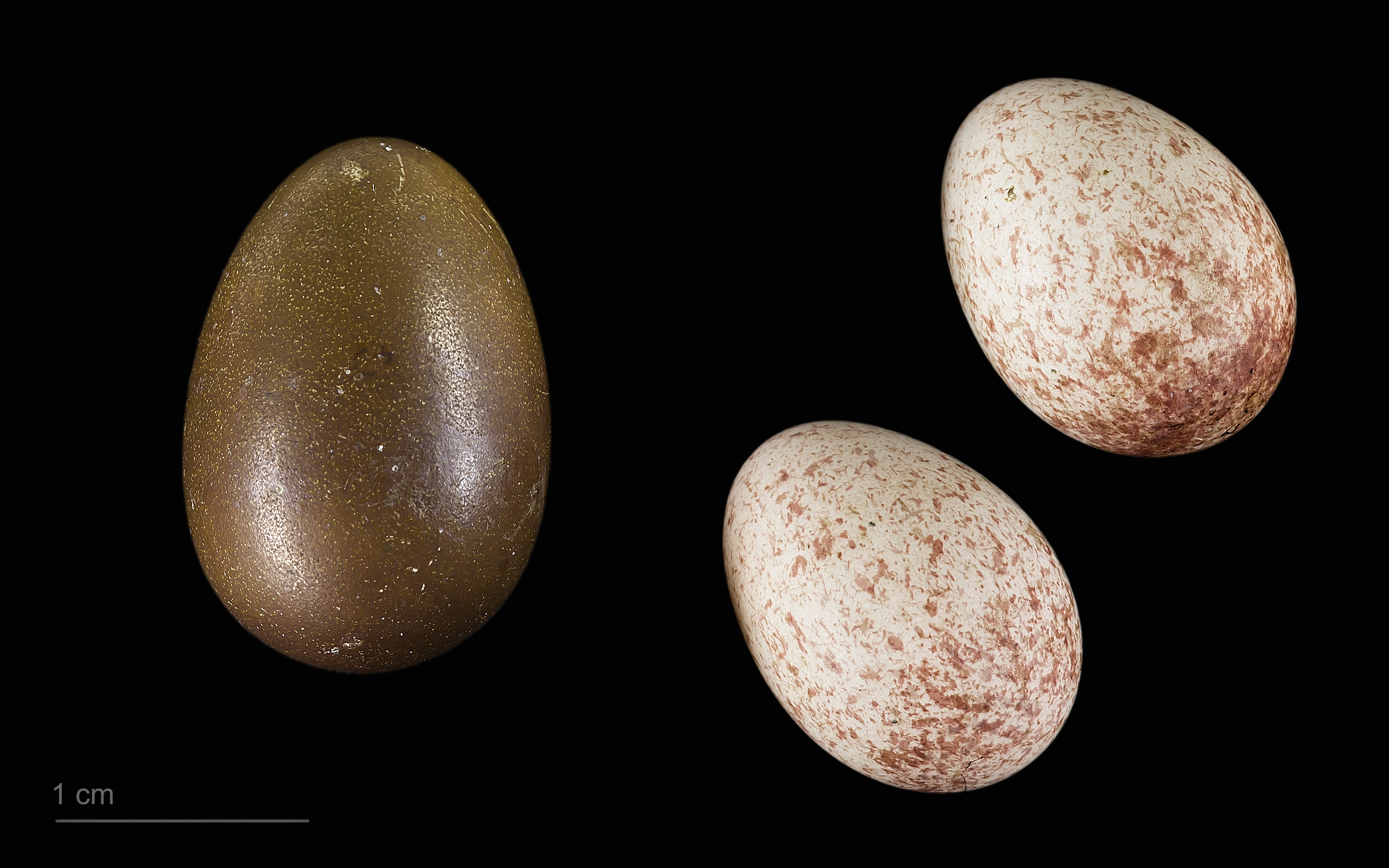
Chrysococcyx lucidus + Gerygone flavolateralis

Gerygone flavolateralis là một loài chim trong họ Acanthizidae.